# Villajoyosa
Villajoyosa (em castelhano) ou la Vila Joiosa (em valenciano) é um município da Espanha na província de Alicante, Comunidade Valenciana. Tem 20,45 km² de área e em 2021 tinha 34 684 habitantes (densidade: 1 696 hab./km²).

## Demografia
| Variação demográfica do município entre 1991 e 2004 | Variação demográfica do município entre 1991 e 2004 | Variação demográfica do município entre 1991 e 2004 | Variação demográfica do município entre 1991 e 2004 |
| --------------------------------------------------- | --------------------------------------------------- | --------------------------------------------------- | --------------------------------------------------- |
| 1991                                                | 1996                                                | 2001                                                | 2004                                                |
| 21982                                               | 22866                                               | 23657                                               | 26792                                               |